# Hitchcock (film)
Hitchcock is een Amerikaanse biografische film uit 2012 onder regie van Sacha Gervasi. Het verhaal is gebaseerd op dat uit het boek Alfred Hitchcock and the Making of Psycho van Stephen Rebello. De film concentreert zich op de verhouding tussen filmregisseur Alfred Hitchcock en zijn vrouw Alma Reville tijdens de productie van de film Psycho. Hitchcock werd genomineerd voor onder meer de Oscar voor beste grime, de Golden Globe voor beste hoofdrolspeelster (Helen Mirren), BAFTA Awards in beide genoemde categorieën, een Screen Actors Guild Award voor beste actrice (Mirren) en Saturn Awards voor beste onafhankelijke film, beste actrice (Mirren) en beste grime.

## Verhaal
De film start op de boerderij van de familie Gein waar Ed zijn broer vermoordt. Vervolgens verschijnt Hitchcock (Anthony Hopkins) in beeld met een kleine introductie waarin hij vertelt dat broedermoorden al gebeuren sinds Kaïn en Abel en dat het dankzij de acties van Ed Gein is, dat de film Psycho kon worden gemaakt.
De film verplaatst zich dan naar de foyer van een bioscoop net na de première van North by Northwest. Hoewel zijn film een behoorlijk succes is, maakt een reporter de opmerking of Hitchcock met zijn 60 jaar niet toe is aan pensioen. De volgende dag leest Hitchcock in de krant dat North by Northwest nogmaals veel elementen bevat uit voorgaande films en op zich niets vernieuwend is. Daaruit besluit Hitchcock dat hij een gedurfde film moet maken. Hij krijgt het aanbod om Casino Royale of Het dagboek van Anne Frank te regisseren, maar slaat dit af. In plaats daarvan heeft hij de intentie om het boek Psycho van auteur Robert Bloch te verfilmen, wat gebaseerd is op de moordenaar Ed Gein.
Zijn vrouw Alma, tevens artistiek medewerker, is niet enthousiast over de plannen van haar man. Daarnaast heeft zij het aanbod gekregen van schrijver Whitman Cook om mee te werken aan een nieuw boek. Stiekem hoopt hij ook dat Alma Alfred kan overtuigen om een van zijn boeken te verfilmen. Ondanks haar afschuw van Psycho helpt Alma haar man met de film. Zij brengt Alfred op het idee om het hoofdpersonage Marion Crane redelijk vroeg in de film te laten vermoorden. De directie van Paramount Pictures begint meer en meer te twijfelen of het wel een goed idee is zulke gruwelijke film te maken en beslist uiteindelijk om het project te annuleren. Hitchcock maakt met de studio een afspraak dat hijzelf de film zal financieren en dat Paramount Pictures enkel distributeur wordt. 
Hitchcock is een vrouwenversierder en maakt nogal wat complimentjes aan Janet Leigh, die de rol van Marion Crane speelt. Daarnaast heeft hij problemen met Geoffrey Shurlock die nagaat of de film voldoet aan de Motion Picture Production Code (censuurrichtlijnen). Zo is Shurlock onder andere van mening dat het ongehoord is om een naakte vrouw in de douche te tonen, alsook de scène waarin een toilet wordt doorgespoeld.
Alma is op de hoogte dat Alfred andere vrouwen constant charmeert. Uiteindelijk wordt het haar te veel en ze zoekt Whit op om aan zijn boek te werken, zonder medeweten van Alfred. Wanneer Alfred dit te weten komt, denkt hij dat Alma en Whit een relatie hebben. Deze gedachte beïnvloedt Alfred zo sterk, dat de bekende douchescène in Psycho gewelddadiger wordt dan gepland. Het wordt zelfs zo erg dat Alfred waanbeelden krijgt waarin Ed Gein tot hem spreekt. Uiteindelijk stort Hitchcock in en blijkt hij overwerkt te zijn. Omdat de film hierdoor vertraging oploopt en de kosten daardoor verder stijgen, neemt Alma de productie over tot wanneer Alfred aan de beterende hand is. Uiteindelijk vraagt Alfred zijn vrouw of zij iets heeft met Whit. Alma is zo geschokt en beledigd dat hun huwelijk bijna afgelopen is, hoewel het duidelijk is dat Alma wel iets voor Whit voelt.
Het wordt voor Alfred nog erger wanneer blijkt dat Paramount Pictures de eerste versie van Psycho heeft afgewezen omdat deze niet voldoet aan de Motion Picture Production Code. Alma ontdekt dat Whit aanhoudt met een jonge vrouw. Beiden voelen zich bedrogen en vinden troost bij elkaar. Daarop besluiten ze om de film te verbeteren. De vernieuwde aanpak werpt vruchten af en aan de beroemde douchescène wordt muziek toegevoegd waardoor het horror-effect nog wordt vergroot.
De vernieuwde versie voldoet volgens Shurlock nog steeds niet aan de code. Shurlock wil daarom de verhaallijn gedeeltelijk aanpassen. Zolang dit niet gebeurt, wordt de film niet uitgebracht. Alfred maakt met Shurlock een deal: de openingsscène zal opnieuw worden opgenomen en Shurlock dient bij de opnames aanwezig te zijn, zodat hij zelf kan aangeven hoe het moet. Shurlock komt echter niet opdagen waardoor de originele intro blijft. Vervolgens verneemt Alfred dat de filmstudio de film slechts in twee bioscopen wil laten uitbrengen, dat er geen officiële première is en dat er zo goed als geen budget wordt voorzien voor de reclamecampagne. Daarop maakt Alfred met de bioscopen afspraken: zo mag niemand de zaal betreden wanneer de film eenmaal is gestart en dient er extra veiligheidspersoneel voorzien te worden die de eventueel gechoqueerde toeschouwers kan opvangen. Tijdens de première van de film is Alfred aanwezig, maar besluit om in de foyer van de zaal te blijven. Tot zijn opluchting is iedereen zeer enthousiast over de film.
Alfred bedankt Alma voor haar inzet. Ze erkennen dat ze nog steeds van elkaar houden. Eenmaal thuis richt Alfred zich tot de camera en zegt hij dat Psycho een van de hoogtepunten is van zijn carrière. Hij is zeker van plan om nog een volgende film te maken, alleen dat hij nog geen inspiratie heeft. Daarop landt een kraai op zijn schouder die enkele seconden later terug wegvliegt, wat een referentie is naar zijn volgende film The Birds.
In de aftiteling wordt vermeld dat Hitchcock nog zes films heeft gemaakt, maar geen enkele het succes van Psycho kon evenaren. Daarnaast heeft de regisseur nooit een Academy Award gewonnen, wel een lifetime achievement award.

## Rolverdeling
| Acteur             | Personage         |
| ------------------ | ----------------- |
| Anthony Hopkins    | Alfred Hitchcock  |
| Helen Mirren       | Alma Reville      |
| Scarlett Johansson | Janet Leigh       |
| Toni Collette      | Peggy Robertson   |
| Danny Huston       | Whitman Cook      |
| Jessica Biel       | Vera Miles        |
| James D'Arcy       | Anthony Perkins   |
| Michael Stuhlbarg  | Lew Wasserman     |
| Ralph Macchio      | Joseph Stefano    |
| Kurtwood Smith     | Geoffrey Shurlock |
| Michael Wincott    | Ed Gein           |
| Richard Portnow    | Barney Balaban    |
| Wallace Langham    | Saul Bass         |
| Richard Chassler   | Martin Balsam     |
| Yosh Yeo           | John Gavin        |
| Paul Schackman     | Bernard Herrmann  |